# Gesso
|        |  |                          |
| Gesso. |  | Massa plástica de gesso. |

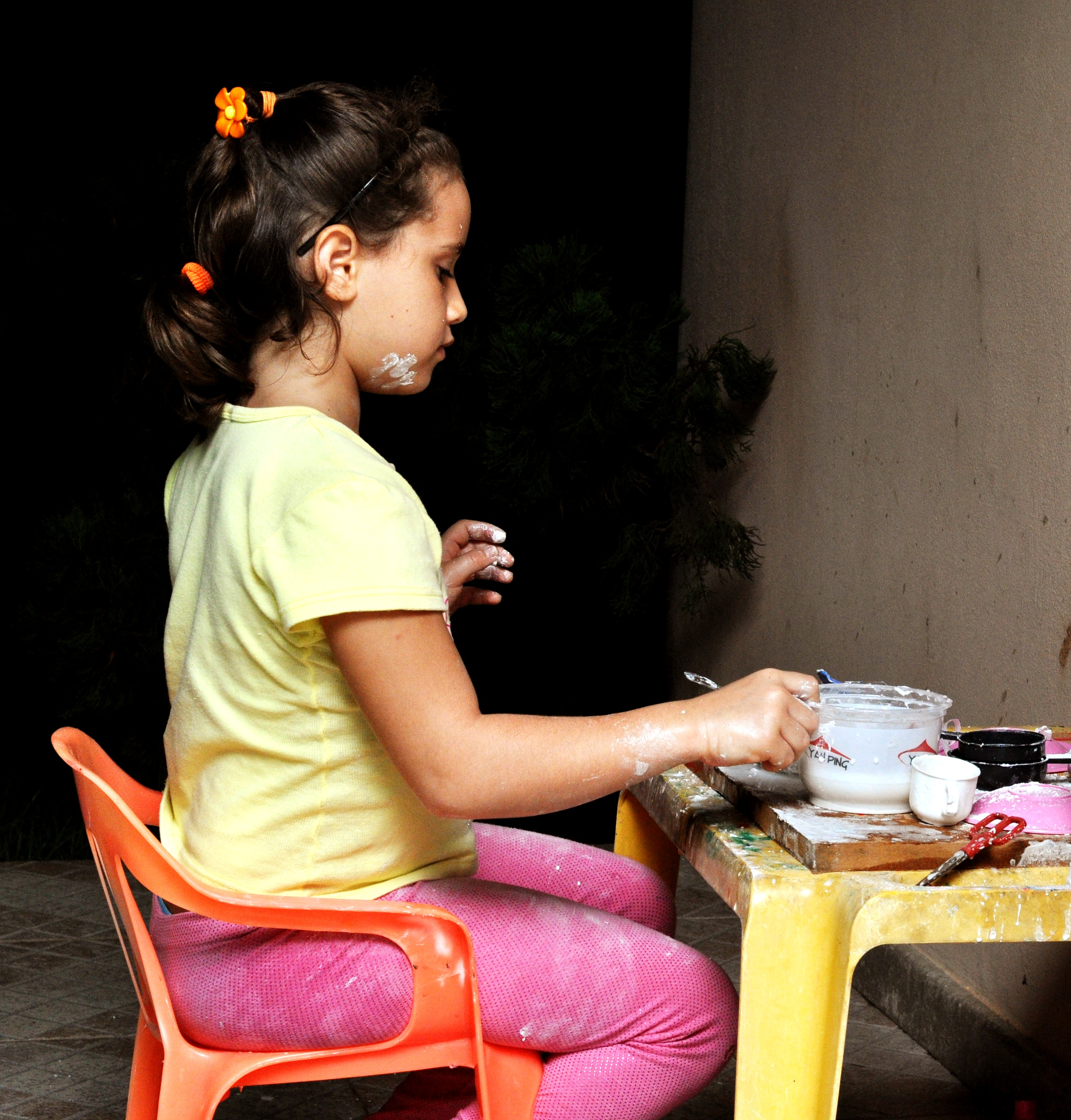
Criança brincando com gesso.

O gesso (do grego: gypsos) é um mineral aglomerante produzido a partir do aquecimento da gipsita, um mineral abundante na natureza, e posterior redução a pó da mesma. É composto principalmente por sulfato de cálcio di-hidratado (CaSO4·2H2O) e pelo hemidrato obtido pela calcinação desse (CaSO4·0,5H2O). É encontrado em praticamente o mundo todo, e ocorre no Brasil em terrenos cretáceos de formação marinha, principalmente no Maranhão, no Ceará, no Rio Grande do Norte, no Piauí e em Pernambuco na região do polo gesseiro do Araripe. Sua cor geralmente é branca, mas impurezas podem conferir a ele tons acinzentados, amarelados, rosados ou marrons.
Ao umedecer o gesso com cerca de um terço de seu peso em água, forma-se uma massa plástica que sofre expansão e endurece em cerca de dez minutos. Esta é utilizada na confecção de moldes, na construção, em acabamentos de reboco e tetos de construções, e, modernamente, na produção de rebaixamentos e divisórias, em conjunto com o papelão. Também é usado em aparelhos ortopédicos, trabalhos de prótese dentária, confecção de formas e moldes, imobilização, adubo (na forma de gipsita), retardador ou acelerador de pega no cimento Portland, e isolante térmico, já que seu coeficiente de condutividade térmica é 0,46 W/m·°C.
O gesso cristaliza no sistema monoclínico, formando cristais de espessuras variadas chamados de selenita. Pode ser encontrado também na forma de agregados granulares chamados alabastro ou em veios fibrosos com brilho sedoso chamados espato-de-cetim.

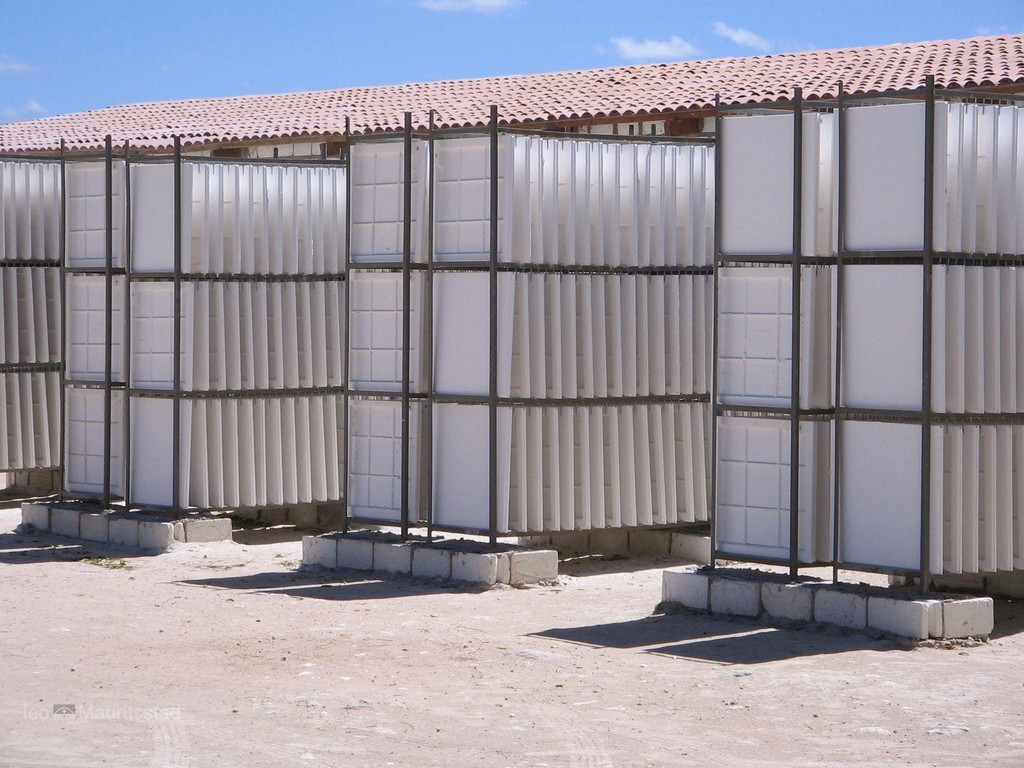
Gesso em placas.

## História
O gesso é conhecido há muito tempo, sendo um dos mais antigos materiais de construção que exigem transformação no processo de obtenção, assim como a cal e o barro. Escavações na Síria e na Turquia revelaram que o gesso é utilizado desde há oito mil anos antes da era comum, na forma de rebocos que serviam de apoio a frescos decorativos, no preparo do solo e confecção de recipientes. Escavações em Jericó revelaram uso do gesso em moldagem há seis mil anos. A Pirâmide de Quéops, de aproximadamente 2800 a.C., preserva um dos mais antigos vestígios do emprego de gesso em construção.
No século XVIII houve grande generalização no emprego do gesso em construção, de tal forma que a maior parte das edificações terem sido construídas com painéis de madeira tosca rebocados com gesso. Entretanto, nesta época a produção do gesso ainda era rudimentar e experimental. Em 1768 Lavoisier apresenta à Academia de Ciências o primeiro estudo científico acerca dos fenômenos presentes no preparo do gesso.
No século XIX, vários autores realizaram trabalhos explicando cientificamente a desidratação da gipsita, principalmente os de Jacobus Henricus van 't Hoff  e os de Henri Louis Le Châtelier. Estes trabalhos serviram de base para uma profunda transformação nos equipamentos utilizados no processo. Apesar disto, apenas no século XX, devido à evolução da indústria, é que as transformações mais profundas foram introduzidas, resultando nos equipamentos atuais.

## Mineralogia

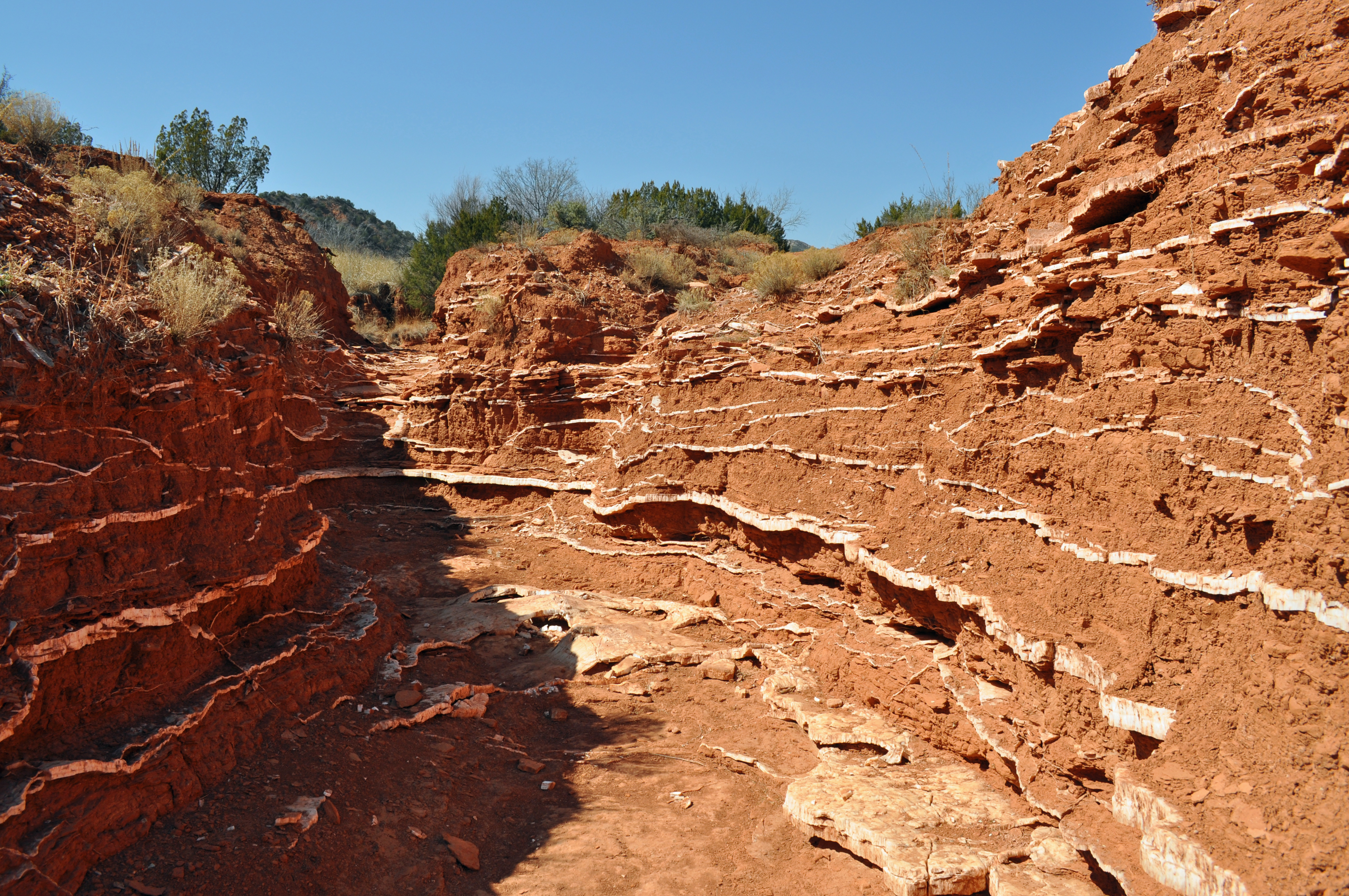
Gesso sendo extraído do subsolo.

O gesso é uma rocha sulfetada, com a fórmula química Ca[SO4]•2H2O. Como mineral cristaliza no sistema monoclínico, com um hábito prismático, em que por vezes, aparecem cristais de hábito tabular. Ocasionalmente possui maclas em ferro de lança e/ou em cauda de andorinha. A gipsita é um material granular, por vezes fino, em forma de maciço. Possui cores variáveis como o branco, cinza, verde ou incolor. As cores devem-se frequentemente à presença de impurezas que lhe estão associadas, como a calcita, dolomita, pirita, óxidos de Fe, argilas, barita, anidrita e quartzo secundário. O seu brilho pode ser vítreo, nacarado ou sedoso. É frequentemente translúcido. O gesso possui uma dureza de 2 e uma densidade que vai do 2,3 a 2,4. Pode possuir clivagens e a sua risca é de cor branca. A sua cor de florescência é verde.
O gesso pode aparecer em diversas variedades, como:
- Gipsita: é das variedades mais abundantes de gesso. Facilmente se transforma em anidrita (variedade desidratada de gesso) se as condições de calor, pressão e presença de água variarem.
- Anidrita: forma-se como mineral primário em sabkhas ou em bacias profundas. O termo está muito associado à gipsita porque a única diferença entre eles é as moléculas de água.  A anidrita contém maior densidade que a gipsita, contudo, possui menor porosidade.
- Selenita: é um mineral de gesso macrocristalino, incolor, hialino e euédrico. Encontra-se, muitas vezes, a preencher fendas em rochas.
- Alabastro: o alabastro é uma variedade de gesso que faz lembrar o mármore, sendo maciço, microgranular e translúcido. As suas cores dependem das impurezas contidas. Ocorre, frequentemente, em zonas de grandes depósitos de gesso.
- Espato: o espato é acetinado, fibroso e possui um brilho sedoso. Este material em forma de agulha deposita-se em fraturas e ao longo de planos de estratificação.

## Gesso em Portugal
Em Portugal, o gesso encontra-se principalmente na bacia Lusitânica e teve como origem evaporítica. Soure, Monte Redondo, Óbidos, Caldas da Rainha, Sesimbra e Loulé (pertence à bacia do Algarve) são os locais principais onde ocorrem afloramentos de gesso, segundo Galopim de Carvalho. Estas formações têm idade Jurássica.